# Penicillifer pulcher
Penicillifer pulcher är en svampart som beskrevs av Emden 1968. Penicillifer pulcher ingår i släktet Penicillifer och familjen Nectriaceae.   Inga underarter finns listade i Catalogue of Life.